# Heftziba
Heftziba ( חֶפְצִיבָּהּ) est un kibboutz créé en 1922.

## Histoire
Heftziba est créé par des allemands et des tchèques.

## Résidents notables
Arthur Koestler a tenté de rejoindre le kibboutz, mais sa demande a été rejetée après un vote.